# ホオズキ
ホオズキ（鬼灯、鬼燈、酸漿）は、ナス科ホオズキ属の一年草または多年草とその果実。カガチ、ヌカヅキ、丹波ホオズキなど称する。

## 概要
従来のホオズキ属 (Physalis) はアメリカ大陸、アジア、ヨーロッパに100種余が存在する。遺伝子分析の結果から、2016年にホオズキは Physalis 属から独立して従来の種小名を属名とした新たな学名が与えられた。これに伴いホオズキ属はホオズキのみの単型となった。
ホオズキ (Alkekengi officinarum var. franchetii) は日本の北海道、本州、四国などを原産地とする一年草または多年草である。草丈は60センチメートル (cm) から80 cm程度で、淡黄色の花が6月から7月ごろに開花する。開花と果実が見頃の6月から9月に日本各地で「ほおずき市」が開催される。花が咲き終えたのち、六角状の萼（がく）は発達して果実を包み袋状で赤色になり、果実は熟して橙色になる。
本種を含む日本在来種は観賞用として栽培され、普通は食用にされることはない。第二次世界大戦前の東京でホオズキは青物類として青果市場で販売されたが、1941年にホオズキの公定価格設定時に花卉類へ分類された。
一般的に栽培されるホオズキは毒性があり、食用不可である。妊娠中の摂取は子宮収縮作用で流産を誘発する。
近縁種のPhysalis属は食用に適した種があり、ショクヨウホオズキ、俗称シマホオズキのブドウホオズキ、オオブドウホオズキ（トマティーヨ）などは食用も可能である。
鉢植えやドライフラワーなどに用いられて愛好家も多い。通常は観賞用だが、果実はホオズキ人形にしたり、中身を取り除いて口に含んで音を鳴らす、風船のように膨らませるなど子供が遊びに用いた。
ニジュウヤホシテントウの寄主植物の一つで、葉に摂食刺激物質ルテオリン7–O–グルコシドを含有する。

## 名称
「ほほづき」の名は、果実の赤くふっくらした様子から「頬」で「づき」は「顔つき」「目つき」の「つき」とする説、赤い果実から「ほほ」は「火々」で「つき」は染まるの意とする説、果実を鳴らして遊ぶ子供たちの様子から「頬突き」の意、とする説、ホホ（蝥、カメムシの類）という虫がつくことを指す、とする説、など諸説が伝承される。ホオズキにしばしば群生するヘリカメムシ科のカメムシは、今日ホオズキカメムシの和名が与えられている。
漢字は「酸漿」のほか「鬼灯」「鬼燈」と書く。中国の方言は酸漿のほかに「天泡」（四川）「錦燈籠」（広東、陝西）「泡々草」（江西）「紅姑娘」（東北、河北）など称す。古語は「赤加賀智（アカガチ）」「輝血（カガチ）」「赤輝血（アカカガチ）」とも称し、八岐大蛇の赤い目をホオズキに例えたのが由来とされる。別名「燈籠草」。
英語は Chinese lantern plant と称する。北アメリカには種類が多く、「地面のサクランボ」「皮だらけのトマト」「紙袋に包まれたサクランボ」などの呼び名がある。

## 栽培
種や株分けで増やすことが可能だが、不完全菌のバーティシリウム ダーリエ (Verticillium dahliae) により、ナス科植物と連作障害を生じる。

## 薬効・毒性
薬用とするのは地下茎で、掘り取って水洗いし、日干しにしたものを酸漿根（さんしょうこん）と呼んでいる。咳止め、解熱、利尿の効果がある。
ナス科植物同様に全草が微量のアルカロイドやソラニンを含有する。酸漿根の部分は子宮緊縮作用を有するヒストニンを含有し、妊娠中の服用は流産の危険がある。
平安時代から鎮静剤として、江戸時代は堕胎剤として利用した。現在も咳や痰、解熱、冷え性などに効果がある民間薬として、全草を干して煎じて飲む風習がある地方が存在する。　

## 文化

### 鬼灯
日本の仏教習俗であるお盆では、ガクに包まれたホオズキの果実を死者の霊を導く提灯に見立て、枝付きで精霊棚（盆棚）に飾る。ほおずきに「鬼灯」の字を当てるのは、盆に先祖が帰ってくるとき目印となる提灯の代わりとして飾られたことに由来する。

### ほおずき市
歴史的には「ほおずき市」は東京都港区芝の愛宕神社の縁日に由来するといわれている。愛宕神社の縁日では「ほおずきを水で鵜呑みにすると、大人は癪（しゃく）を切り、子供は虫の気を去る」と言われていた。
東京都台東区・浅草寺の「ほおずき市」は特に有名になっている。毎年7月9日、7月10日に開催され60万人にのぼる人出がある。浅草寺では古くから観音様の縁日が開かれていたが、室町時代以降に「功徳日」の風習が加わり、特に7月10日には千日分の功徳が得られるといわれた。この功徳日は享保年間の頃には「四万六千日」（46,000日分の御利益の意味）と呼ばれるようになった。浅草寺のほおずき市は約200年前の明和年間に始まったとされ、山東京伝の『蜘蛛の糸巻』によると、芝 (東京都港区)・青松寺の門前の武家屋敷に奉公する中間（使用人）が愛宕権現の霊夢を見た翌朝、庭で一株の千成りほおずきを発見し、「6月24日の功徳日に青ほおずきの実を愛宕の神前で鵜呑みにすれば、大人は癪の種（腹の立つ原因）を切り、子供は虫の気を封ずる」というお告げがあったと吹聴したところ、不思議と効能があったため、いつしか「御夢想の虫薬」と称して、青ほおずきの市が境内に立つようになり、さらに6月24日が観音様の四万六千日の功徳日であったことから浅草でもほおずき市が始まり、愛宕より盛大になったという。江戸時代には、青ほおずきは解熱剤や婦人の胎熱に特効があると言われていた。
ほおずき市が開催される主な場所
- 浅草寺（7月9日～7月10日）
- 信松院（7月10日）[18]
- 朝日神社（7月上旬の金曜・土曜日）[19]
- 深大寺鬼燈まつり

## 近縁種との区別
- ヒロハフウリンホオズキ（英語版）(Physalis angulata)は熱帯アメリカ原産で世界各地に広く帰化植物として分布しており[6] 、日本でも野生化しており、センナリホオズキの名でも知られる。実が熟した際にも萼は緑色である[7]。大豆栽培圃場では厄介な雑草として扱われる[20]。
- ショクヨウホオズキ（食用ホオズキ、Physalis pruinosa）は北アメリカから熱帯アメリカ原産で、果実は生食のほかソースや砂糖漬け、ジャムなどに加工される[6][21]。別名で「フィサリス」の名でも流通する食用品種で、観賞用よりも実の色が薄く苦味がない[21]。食用とする部分は萼の中にある黄褐色の果実で[22]、ほのかな甘味と酸味があり[21]、同じナス科のトマト（ミニトマト）やイチゴに味・食感が似ている[22]。完熟すると糖度が15 - 16度にもなる[22]。旬は6 - 7月（北半球の場合）[22]。袋が茶褐色に変わり中の直径2 cmから3 cm位の実が黄色くなって食べ頃を迎える。ヨーロッパでは古くから栽培されていて、秋田県上小阿仁村の特産品。北海道では1995年から由仁町、江別市などでも生産される。山形県上山市では、ゆかたの似合うまちづくりの一環として、上山明新館高校と協力して特産品化、ブランド化をはかっている。
- ブドウホオズキ（Physalis peruviana）は南アメリカ原産で、チェリートマトという異名もある[7]。日本では一般的にゴールデンベリーという品種が栽培されている[7]。生食されるほか、ドライフルーツ、「ホオズキのワイン」などに加工されている[23][24]。
- イヌホオズキ（Solanum nigrum）やオオイヌホオズキ（英語版）（Solanum nigrescens）などは、ホオズキの和名を持つがナス属の植物でありホオズキ属ではない。ただし、ナス科ではあるため比較的近縁の種である。

## ギャラリー

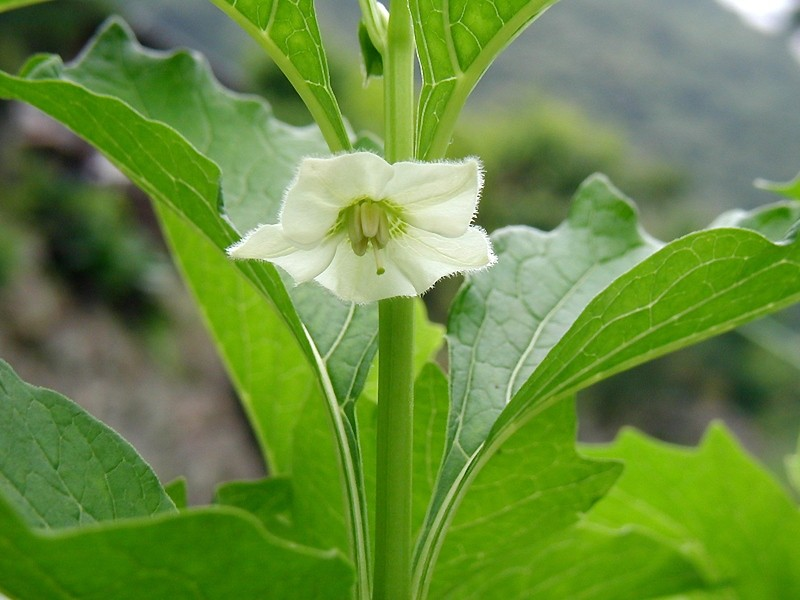
ホオズキの花
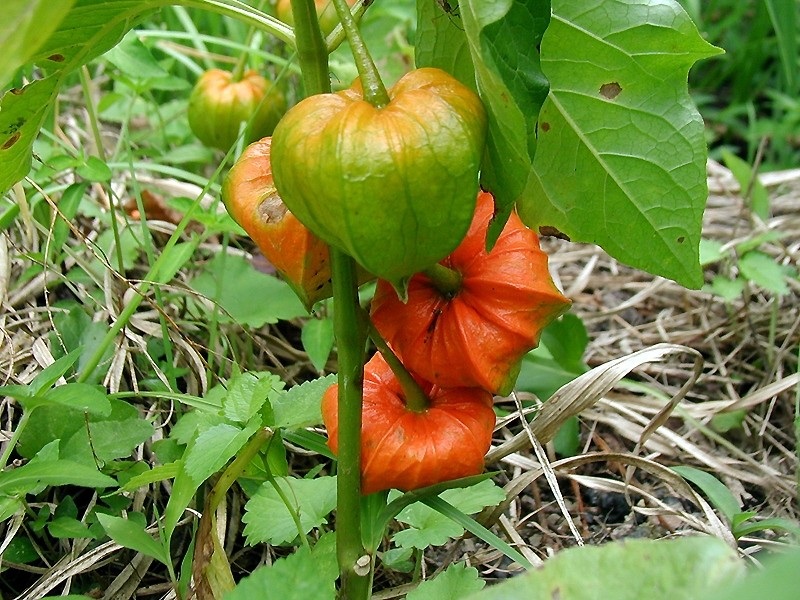
果実
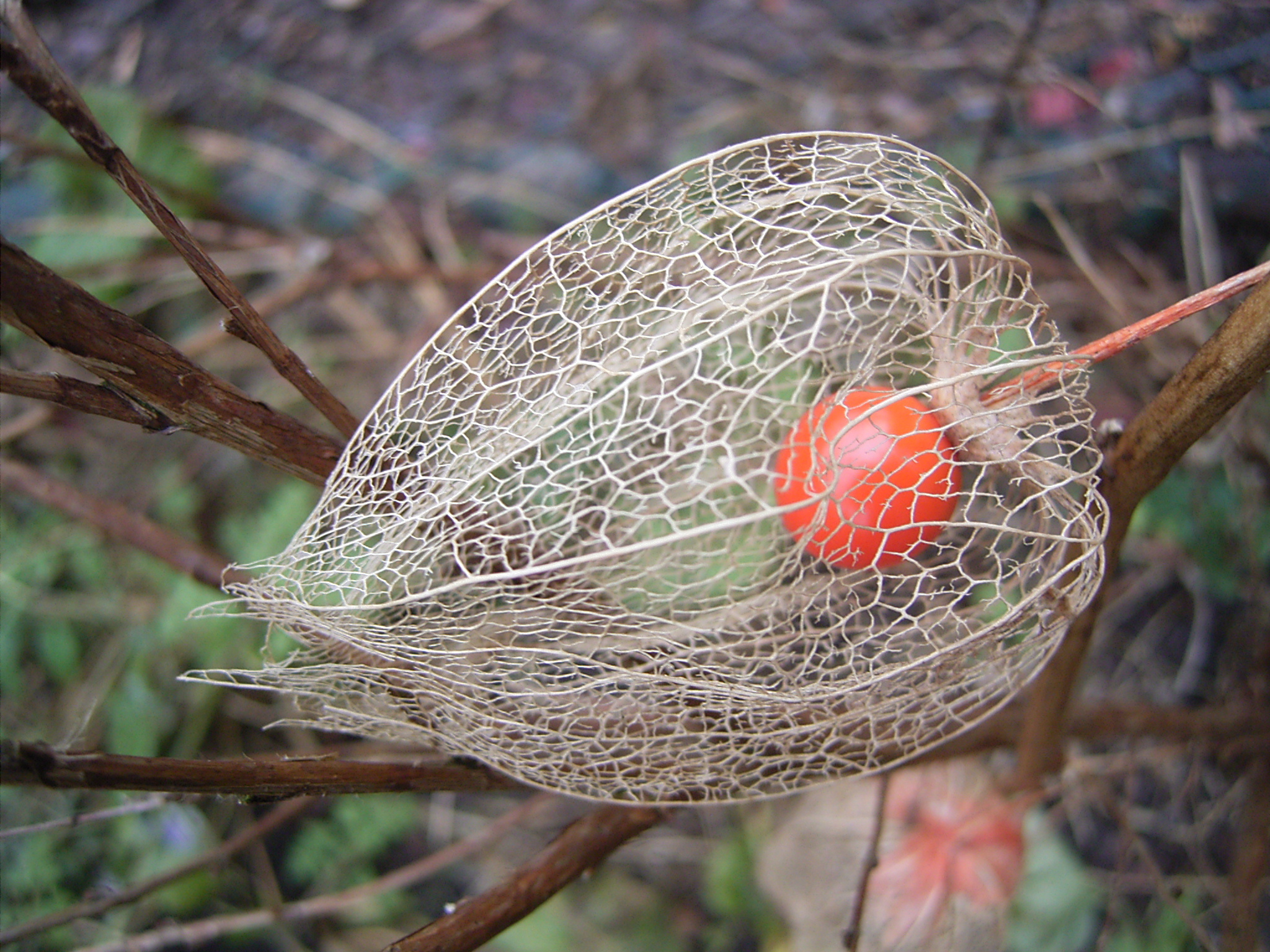
赤い皮が網目状に透けて、赤い実が見える
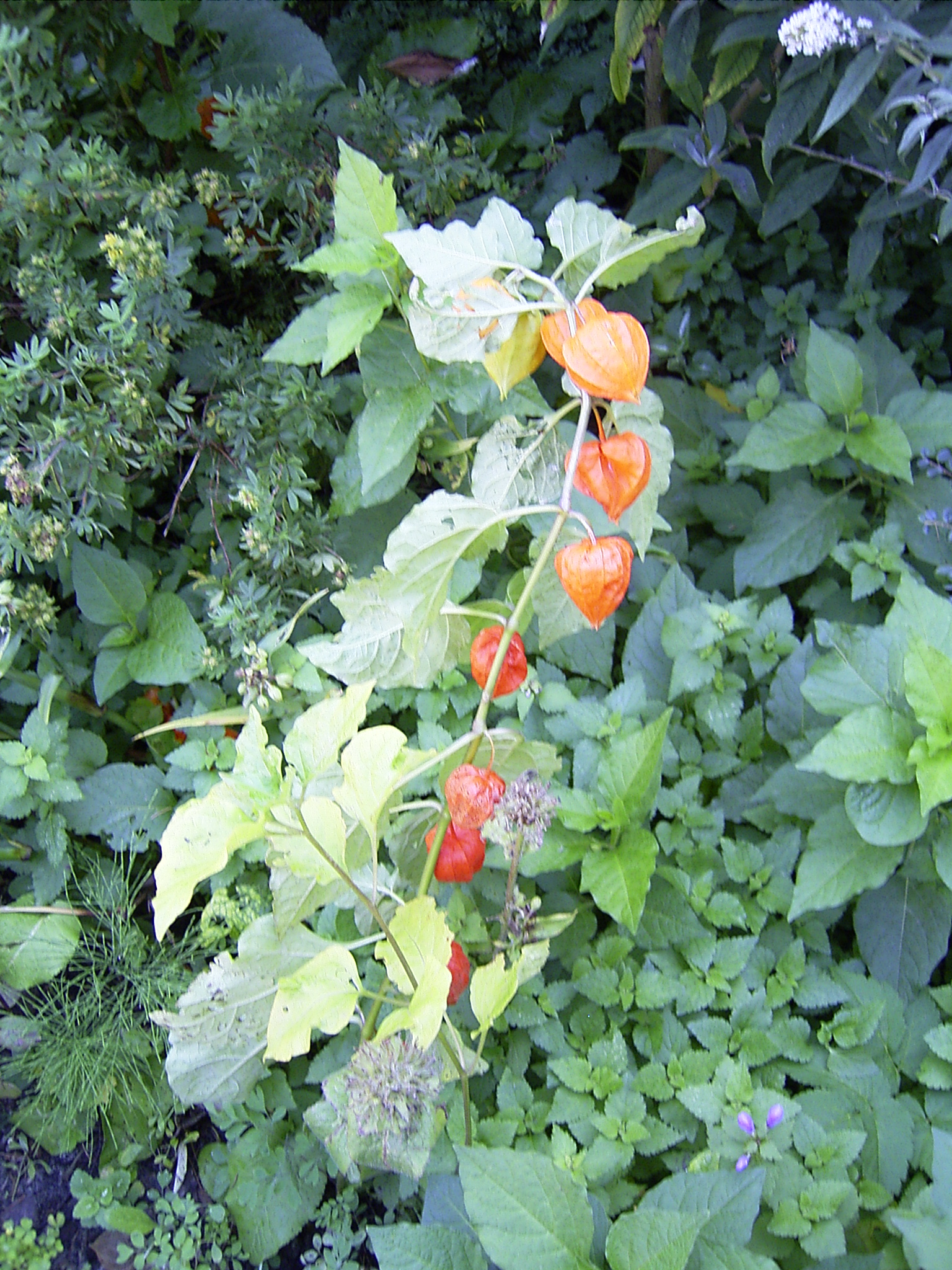
鈴なりに生るホオズキの果実
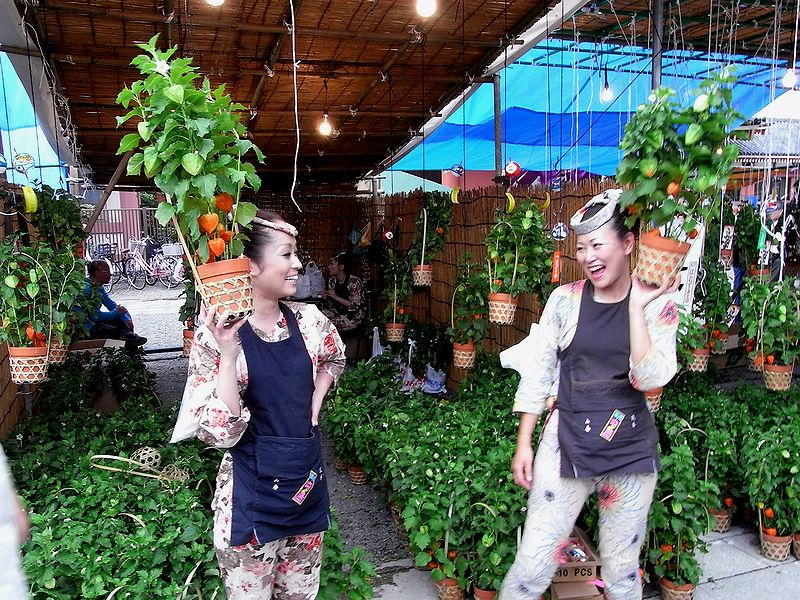
浅草寺のほおずき市（2008年7月10日撮影）
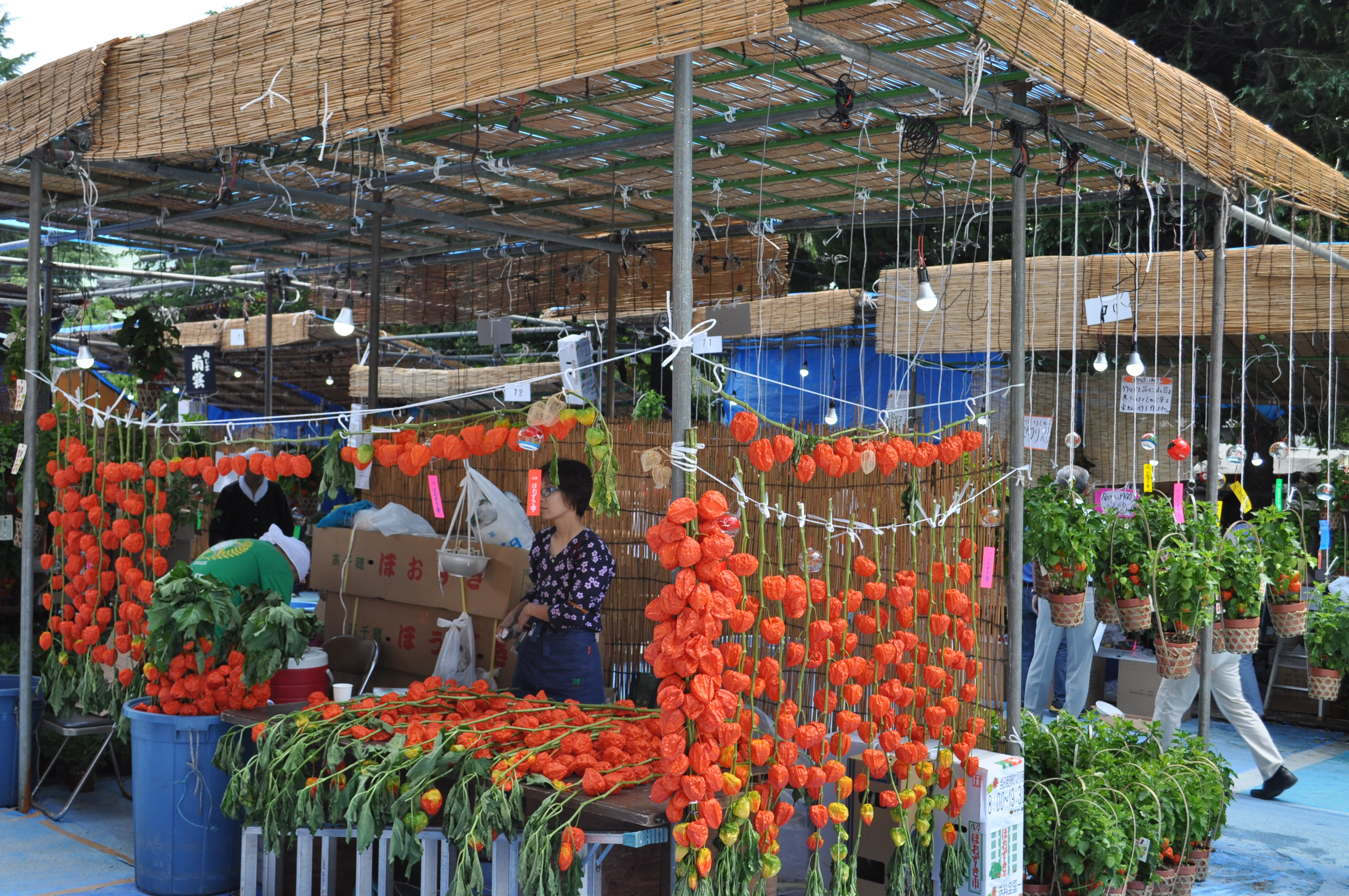
浅草浅草寺のほおずき市の様子